# ونوشا
ونوشا (انگلیسی: Venucia) یکی از برندهای اتومبیل تحت مالکیت رنو-نیسان آلیانس و دانگفنگ موتور است که در سپتامبر ۲۰۱۰ به بازار عرضه شد.
تولیدات ونوشا عمدتاً محدود به داخل کشور چین می‌شود و فعالیت صادراتی به کشورهای دیگر ندارد.

## تاریخچه
در سپتامبر ۲۰۱۰، شرکت دانگ‌فنگ نیسان یک برند جدید به نام ونوشیا را معرفی کرد که برای فروش خودروهایی که به‌طور خاص توسط این شرکت در چین توسعه و طراحی شده بودند، مورد استفاده قرار می‌گرفت.
در نوامبر ۲۰۱۱، دانگ‌فنگ نیسان اعلام کرد که اولین خودرویی که تحت برند ونوشیا به فروش خواهد رسید، یک سدان کلاس متوسط به نام دی۵۰ خواهد بود و این خودرو در نیمه اول سال ۲۰۱۲ به بازار عرضه می‌شود.
در نمایشگاه خودروی گوانگژو ۲۰۱۲، دانگ‌فنگ نیسان نسخه تولیدی خودروی برقی ونوشیا ای۳۰ را معرفی کرد. نسخه اولیه این خودرو با نام ونوشیا ای-کانسپت در نمایشگاه خودروی پکن ۲۰۱۲ رونمایی شده بود. در ابتدا، تولید این خودروی برقی برای سال ۲۰۱۵ در چین برنامه‌ریزی شده بود و این خودرو از نظر بدنه، ابعاد، مشخصات فنی موتور برقی و سایر ویژگی‌ها مشابه نیسان لیف بود. دانگ‌فنگ نیسان قصد داشت یک پروژه آزمایشی در ۱۵ شهر چین به‌منظور ترویج ونوشیا ای۳۰ به‌طور مشترک با دولت‌های محلی اجرا کند.
تا دسامبر ۲۰۱۳، مجموعاً ۲۱۶ دستگاه از این خودرو تحویل داده شد. این خودروها که به نام ونوشیا مورنینگ ویند بازاریابی می‌شدند، در واقع نسخه‌ای با نشان جدید از لیف بودند، زیرا هنوز تولید داخلی آغاز نشده بود. در آوریل ۲۰۱۴، دانگ‌فنگ نیسان اعلام کرد که فروش خرده‌فروشی ونوشیا ای۳۰ از سپتامبر ۲۰۱۴ آغاز خواهد شد.
دومین مدل تولیدی دانگ‌فنگ نیسان، یک خودروی هاچ‌بک پنج‌در سایز متوسط به نام آر۵۰ بود که در سپتامبر ۲۰۱۲ عرضه شد. آر۵۰ در چین طراحی شده و برای خریداران تازه‌کار هدف‌گذاری شده بود.
خودروی مفهومی ونوشیا ویوا در نمایشگاه خودروی شانگهای در آوریل ۲۰۱۳ رونمایی شد و پیش‌نمایشی از یک خودروی تولیدی جدید بر اساس پلتفرم نیسان مارچ بود. پس از آن، خودروی آر۳۰ در سال ۲۰۱۴ عرضه شد.
در دو سال اول فروش (۲۰۱۲–۲۰۱۴)، نیسان ادعا کرد که ۲۰۰٬۰۰۰ خودروی ونوشیا به فروش رسیده است.
در ژانویه ۲۰۱۵، خودروی شاسی‌بلند کامپکت تی۷۰، که بر پایه نیسان قشقایی ساخته شده بود، معرفی شد.
در فوریه ۲۰۱۷، ونوشیا به‌عنوان یک شرکت تابعه مستقل از شرکت دانگ‌فنگ موتور جدا شد. همان سال، این شرکت یک خودروی سدان سایز متوسط به نام دی۶۰ را معرفی کرد که اولین وسیله نقلیه‌ای بود که سبک طراحی جدید برند ونوشیا را به‌کار می‌گرفت. از سال ۲۰۱۸، این شرکت شروع به عرضه نسخه‌های برقی مدل‌های دارای موتور احتراقی خود کرد.
در اواخر سال ۲۰۱۹، دانگ‌فنگ ونوشیا معرفی خودروی کراس‌اور کوچک استار (چینی ساده: 星; پین‌یین: Xīng) را اعلام کرد. فروش این خودرو در اوایل سال ۲۰۲۰ آغاز شد. استار اولین خودرویی بود که سبک طراحی گلکسی-وی را به‌کار گرفت. همچنین، اولین خودرویی بود که بر روی معماری هوشمند ونوشیا (VSA) ساخته شد؛ سیستمی ماژولار که امکان محلی‌سازی بیشتر پلتفرم‌ها را برای دانگ‌فنگ ونوشیا فراهم می‌کرد و همچنین به نصب قطعات از شرکت‌های مختلف اتحاد رنو-نیسان-میتسوبیشی کمک می‌کرد.
در دسامبر ۲۰۲۰، شرکت دانگ‌فنگ موتور اعلام کرد که در چارچوب یک سازماندهی مجدد، برند ونوشیا دوباره به دانگ‌فنگ نیسان بازمی‌گردد.

## طراحی و تولید
در ابتدا، خودروهای ونوشیا مستقیماً توسط دانگ‌فنگ نیسان طراحی می‌شدند. در سال ۲۰۱۴، این شرکت اعلام کرد که یک مرکز جداگانه در گوانگژو برای طراحی اختصاصی خودروهای ونوشیا ایجاد خواهد کرد که به نام مرکز طراحی ونوشیا شناخته شد. این مرکز در ژوئن ۲۰۱۶ افتتاح شد. در آوریل ۲۰۱۸، دانگ‌فنگ ونوشیا یک مرکز طراحی پیشرفته در شانگهای افتتاح کرد.
خودروهای ونوشیا در کارخانه‌های واقع در گوانگژو و ژنگژو مونتاژ می‌شوند.

## نگارخانه

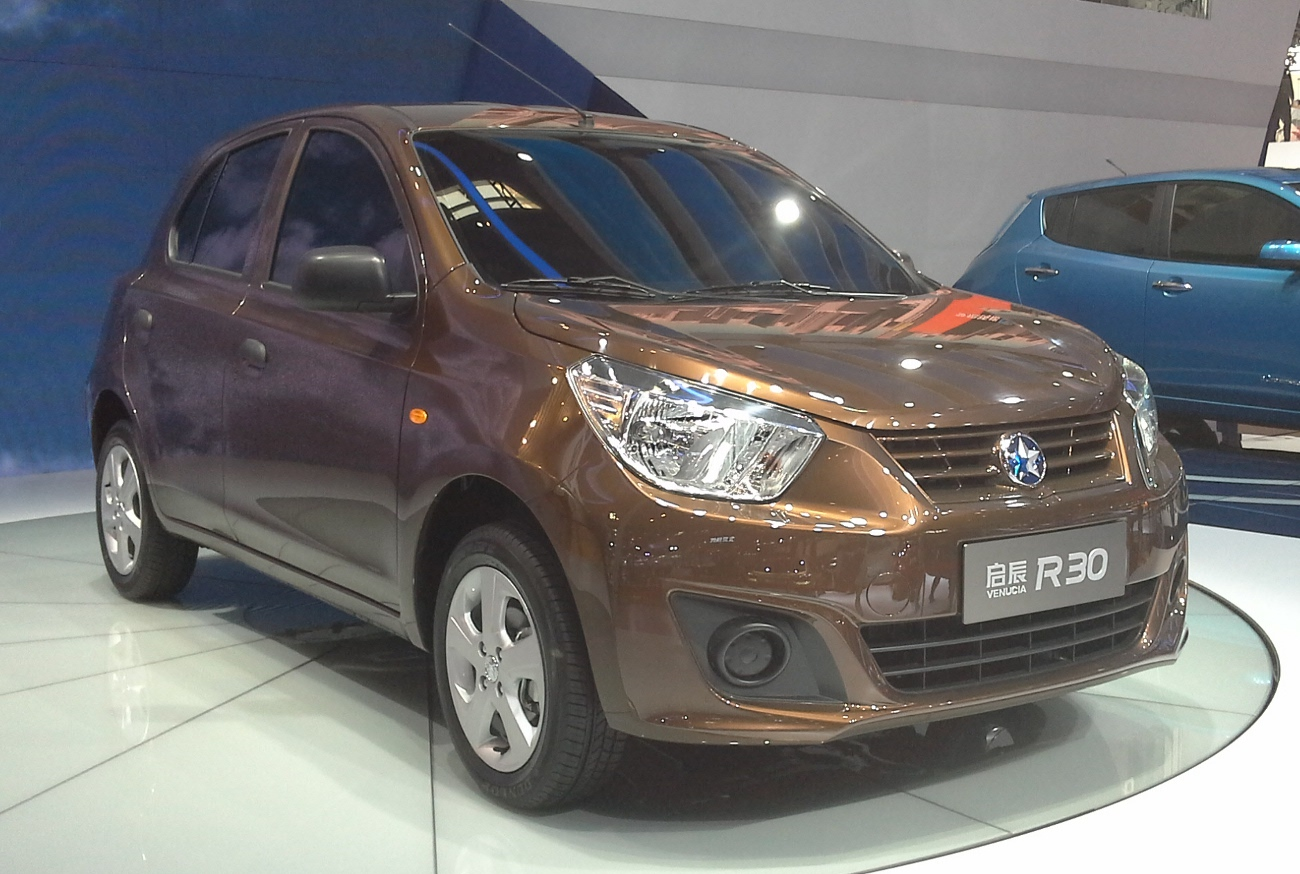
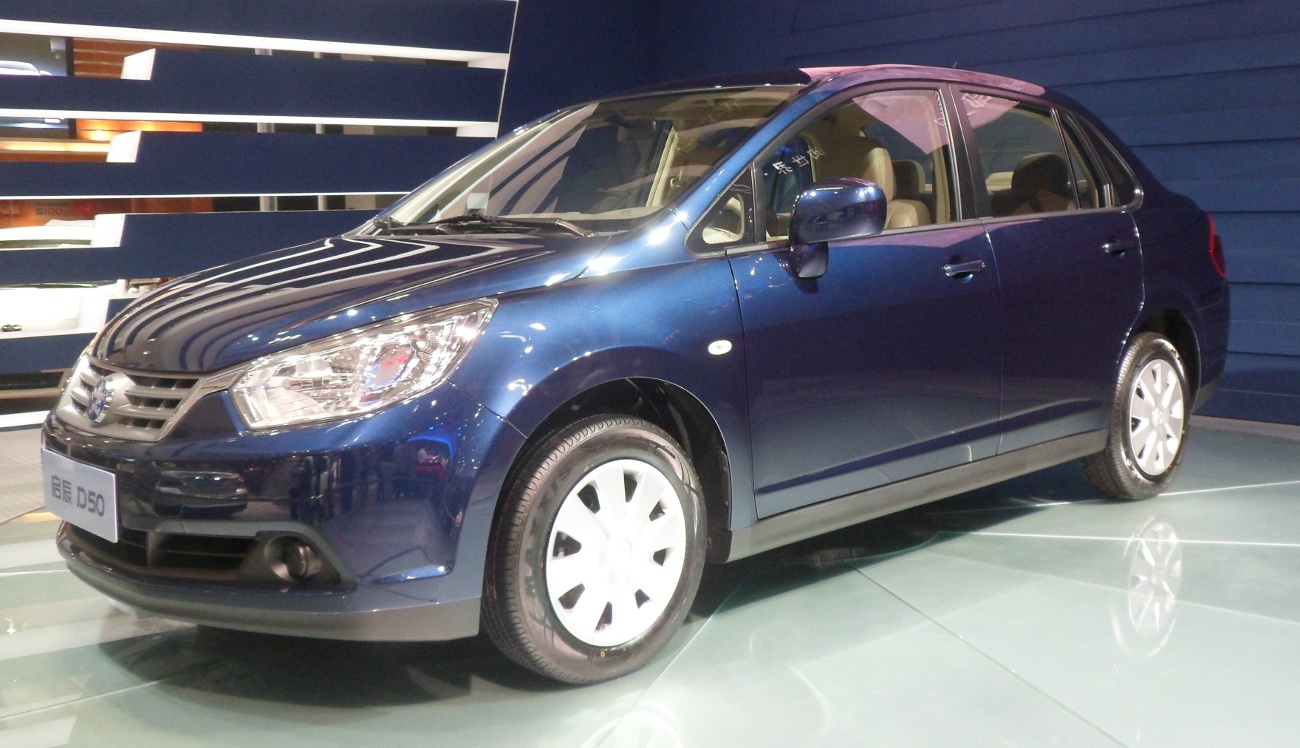
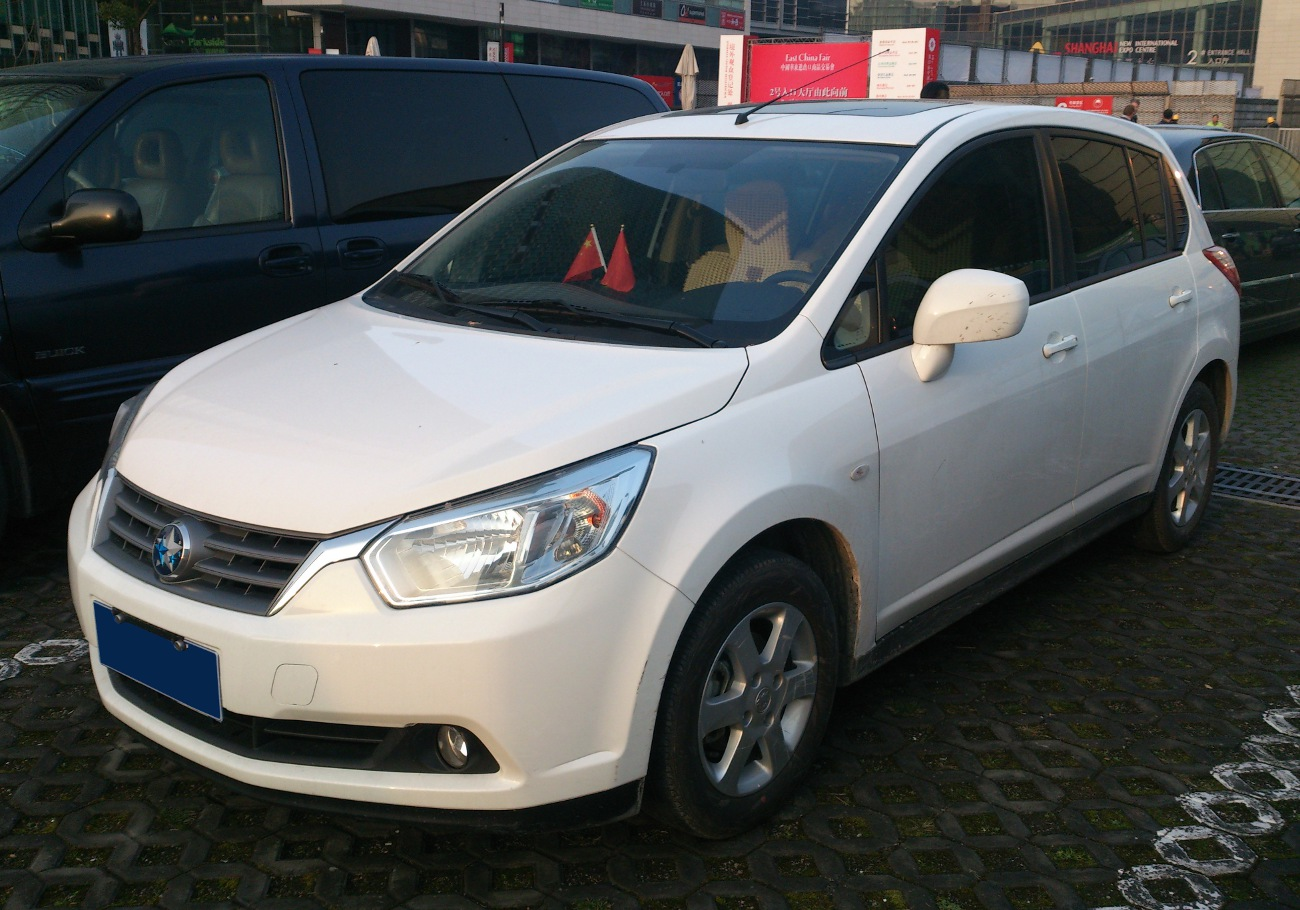
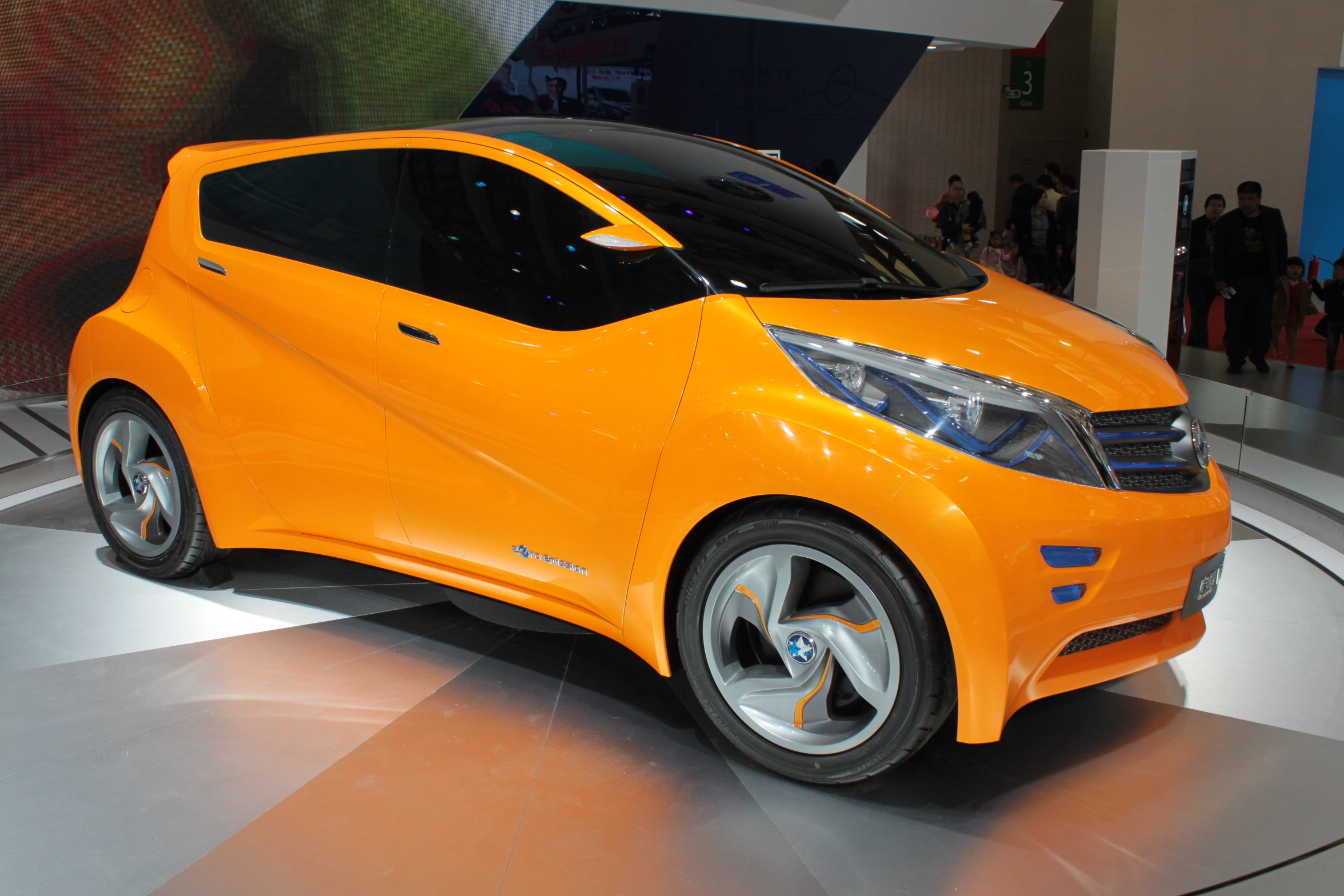